# Szamosszentmiklós
Szamosszentmiklós (románul Sânnicoară) falu Romániában, Kolozs megyében.

## Fekvése
Kolozsvártól 11 km-re keletre, Apahida, Dezmér és Kolozsvár közt fekvő település.

## Története
1280-ban Sancto Nicolaus néven említik először. Egy 1389-ből származó oklevél hospesnek nevezi lakóit, ami német lakosságot feltételez. Mivel azonban a hagyományban nem maradt fenn az egykori német népesség emléke sem, ezért valószínű, hogy akárcsak a közeli Kolozsvár esetében itt is még a középkorban magyarok váltották fel a német lakosságot.
A 17. századi háborúk során a szomszédos Apahidához hasonlóan teljesen elnéptelenedett, 1760-ban már Pusztaszentmiklós néven említik. A 18. század végén románok telepedtek le a faluban.
A trianoni békeszerződésig Kolozs vármegye Kolozsvári járásához tartozott.
Az 1950-es években kivált belőle Hegyaljai-tanyák (Sub Coastă), amely önálló település lett.

## Lakossága
1910-ben 386 lakosa volt, ebből 362 fő román, 21 magyar és 3 egyéb nemzetiségű volt.
2002-ben 1631 lakosából 1535 román, 57 magyar, 38 cigány és 1 egyéb nemzetiségű volt.